# Cal Sant (Esparreguera)
Cal Sant és un edifici del municipi d'Esparreguera (Baix Llobregat) inclòs en l'Inventari del Patrimoni Arquitectònic de Catalunya.

## Descripció
És un edifici de planta baixa i dos pisos amb grans obertures a la façana principal. A la planta baixa hi ha una gran porta amb un pilar al mig que dona pas a una botiga. Als dos pisos superiors trobem tres obertures rectangulars per nivell; les del primer pis donen a un balcó corregut mentre que les del segon tenen una petita barana individual. Els diferents pisos estan separats per una motllura i unes mènsules aguanten el balcó i el ràfec de la teulada.